# Associated Motor Cycles
Associated Motor Cycles was een samenwerkingsverband tussen de Britse motorfietsmerken AJS, Francis-Barnett, Indian, James, Matchless, Norton en Sunbeam. Het bedrijf was gevestigd in de Londense wijk Woolwich.
Binnen het AMC concern bleven alle merken hun eigen merknaam behouden. De naam "AMC" werd niet als merk gebruikt.

## Britse motorfietsindustrie
In de loop van de twintigste eeuw is vrijwel de hele Britse motorfietsindustrie in dergelijke samenwerkingsverbanden terechtgekomen. Zo ontstond tijdens de Tweede Wereldoorlog de BSA groep, waarin aanvankelijk BSA, Sunbeam en Ariel, maar later ook New Hudson en Triumph samen kwamen, en in de jaren zestig Norton-Villiers, met de merken Norton en Villiers, maar later ook de complete BSA groep.

## Jaren dertig

### Amalgamated Motor Cycles
| Dit is het blok van de AJS 35/2 uit 1935...             |
| ...en dit is het blok van de Matchless Model X uit 1936 |

In 1931 werd het bijna failliete merk AJS van de gebroeders Stevens in Wolverhampton overgenomen door de gebroeders Collier, die het merk Matchless bezaten. AJS was daardoor helemaal opgesplitst: de autotak van het bedrijf ging naar Crossley Motors, de zijspanfabricage naar Diamond en de motorfietsen naar Matchless. Voor de racemotoren bleef men echter de naam AJS gebruiken, vanwege de grote naam die het merk in het verleden had opgebouwd. In 1937 kreeg de combinatie van bedrijven een eigen naam: "Associated Motor Cycles".

### Associated Motor Cycles
In augustus 1937 nam Amalgamated Motor Cycles het zieltogende motorfietsmerk Sunbeam over. Wellicht had men gehoopt hier de complete fabriek inclusief de productielijnen over te nemen. De motorfietsentak van Sunbeam was echter al jaren eigendom van het chemieconcern Imperial Chemical Industries (ICI), dat weinig interesse in de motorfietsproductie had en niet geïnvesteerd had in zaken als massaproductie en modelontwikkeling. De productiemachines waren zo verouderd en versleten dat ze totaal onbruikbaar waren. Men besloot ook de hele productie van Sunbeam over te plaatsen naar Woolwich. AMC kocht feitelijk vooral de goede naam, de bouwtekeningen en het dealernetwerk van Sunbeam. Men vormde twee nieuwe bedrijven: Sunbeam Bicycles Ltd en Sunbeam Motor Cycles Ltd. Associated Motor Cycles ontwikkelde voor de Sunbeam motorfietsen nieuwe motorblokken met bovenliggende nokkenassen.

## Jaren veertig
Tijdens de Tweede Wereldoorlog kreeg AMC de opdracht om nieuwe motorfietsen te leveren om de verliezen van de Slag bij Duinkerke te compenseren. Daarom werd uit de vooroorlogse Matchless G3 het model G3L (Lightweight) geproduceerd. Dit betekende dat alle productielijnen in Woolwich nodig waren, en er zouden in deze fabriek nooit meer Sunbeam motorfietsen worden geproduceerd. Na de oorlog werden de machines voorzien van de teledraulic voorvork. In 1946 werd Freddie Clarke hoofdingenieur van de ontwikkelingsafdeling van AMC. Clarke was in dienst geweest bij Triumph als hoofd van de ontwikkelingsafdeling, maar na een ruzie met Edward Turner vertrokken.

### Verkoop van Sunbeam
AMC was vooral geïnteresseerd in de naam "Sunbeam" en de expertise op het gebied van fietsen. Er werden sporadisch nog wel Sunbeam motorfietsen bij AMC geproduceerd, maar in de meeste gevallen betrof het hier badge-engineered modellen die ook als Matchless of AJS verkocht werden. In 1943 werd de naam Sunbeam doorverkocht aan de BSA groep. Hier werden de laatste Sunbeam fietsonderdelen aangevuld met BSA fietsonderdelen opgemaakt. Vanaf 1949 werd de naam "Sunbeam" weer voor de AMC fietsen gebruikt. Ze werden gebouwd door de werknemers in Birmingham die anders overtollig zouden worden nadat de BSA autoproductie was beëindigd.

### Overname van Francis-Barnett
Matchless- en AJS-modellen werden na de Tweede Wereldoorlog grotendeels identiek (zie ook Badge engineering). De productie vond plaats in Woolwich. In 1947 werd het bedrijf Francis-Barnett overgenomen. De fabriek van Francis-Barnett in Coventry was tijdens de oorlog gebombardeerd. Francis-Barnett had zich tot die tijd gespecialiseerd in lichte motorfietsen, vaak met een Villiers tweetaktmotor. De overname had in de jaren veertig nog geen grote gevolgen voor het merk. Men profiteerde zelfs mee van de ontwikkelingen die door AMC werden gedaan op het gebied van voor- en achtervering.

### Matchless G3L/AJS Model 16M
Vanaf 1945 werd de Matchless G3L ook als AJS Model 16M verkocht. Het was een 350 cc OHC motor die erg economisch was, een belangrijk verkoopargument toen de benzinedistributie nog niet ten einde was. De machines hadden toen nog geen achtervering, maar wel de nieuwe teledraulic telescoopvork. Het verschil tussen beide machines bestond alleen uit de plaats van de dynamo: Bij de Matchless G3L achter de cilinder, bij de AJS Model 16 aan de voorkant.

### Matchless G80/AJS Model 18
In hetzelfde jaar verschenen het AJS Model 18 en de identieke Matchless G80. Tot diep in de jaren zestig zouden de combinaties AJS 16/Matchless G3L en AJS 18/Matchless G80, waarvan het ontwerp feitelijk uit de jaren dertig stamde, in productie blijven, waarbij mondjesmaat verbeteringen werden aangebracht. De modellen kregen soms toevoegingen bij de typeaanduiding. De letter "S" stond bijvoorbeeld voor "Springer", oftewel achtervering, de letter "C" voor Competition, dit waren de trial- en crossmodellen.

### Matchless G9/AJS Model 20
In de jaren veertig waren Britse twins onder sportieve Amerikaanse rijders geweldig populair, omdat er in eigen land op dat gebied niets te koop was. Concurrenten Triumph, Ariel, Norton en Royal Enfield waren al eerder met tweecilinders uitgekomen. In 1948 werden door AMC twee nieuwe 500cc paralleltwins gepresenteerd, als AJS Model 20 en Matchless G9. Ze waren in eerste instantie voor de Amerikaanse markt bestemd. Daarom kwamen ze pas in de zomer van 1949 op de Britse markt. Ze waren al uitgerust met duozadels, teledraulic telescoopvork en sportieve megafoonuitlaten en kregen de bijnamen "Super Clubman" (Matchless) en "Spring Twin" (AJS).

## Jaren vijftig
In het begin van de jaren vijftig ontwikkelde AMC een verbeterde achterschokdemper, die de bijnaam "Jampot" kreeg. Alle merken kregen deze schokdepmer vanaf 1951.

### Overname van James en Norton
James uit Birmingham werd in 1951 overgenomen. Dat merk concentreerde zich op dat moment op lichte motorfietsen, waarvan de productie in eerste instantie gewoon doorliep. In 1953 sloeg Associated Motor Cycles een grote slag toen het merk Norton werd overgenomen. In 1954 werd de productie van Norton verplaatst van Birmingham naar Woolwich. Norton had intussen een paralleltwin, die was ontwikkeld door de topconstructeur Bert Hopwood. Hopwood was inmiddels vertrokken naar BSA, maar de door hem ontwikkelde Norton Dominator Modellen 7 en 77 hadden de motor die zich later zou ontwikkelen in de Norton Atlas en uiteindelijk de Norton Commando.

### Racemotoren
Na de overname van Norton had AMC behoorlijk wat in de pap te brokkelen waar het wegraces betrof: Men had van AJS de 350 cc 7R Boyracer, en van Matchless de G45 500 cc tweecilinder. Die laatste kreeg het frame van de AJS, maar later ook het (opgeboorde) eencilinderblok. Daarmee ontstond de Matchless G50 racer. Maar door de komst van Norton kwamen daar ook nog de enorm populaire Norton Manx 350- en 500 cc modellen bij. De machines waren vooral populair onder privérijders en succesvol in Britse Nationale wedstrijden. Internationaal konden ze echter niet op tegen de viercilinders van Gilera en MV Agusta. Daar kon ook de AJS 73R niets aan veranderen. Die machine was in 1951 door Ike Hatch ontwikkeld en had drie kleppen. Daarmee leverde hij 36 pk. In 1954 ontwikkelde Jack Williams de machine nog door. Hij plaatste het blok lager in het frame en bracht het op 40 pk. In 1953 werden een aantal "Clubman" productieracers van de AJS 7R en de Matchless G45 uitgebracht. Eind 1954 stopte AJS/Matchless met de deelname aan races voor het wereldkampioenschap, toen Ike Hatch overleed. Men maakte wel nog Norton Manx en AJS 7R productieracers.

### Tweecilinders
In de jaren vijftig ging AMC zich nog meer op de Amerikaanse markt richten. Daarvoor waren de tweecilinders van levensbelang. AMC leverde er inmiddels twee: de 500 cc AJS20/Matchless G9 motor én de motor van de Norton Dominators. Omdat elk merk nog zijn eigen leven leidde, werden de grotere modellen ook gescheiden ontwikkeld. In 1956 verscheen de 600 cc 33 pk AJS 30/Matchless G11, maar ook de 600 cc 31 pk Norton Dominator 88. Het badge-engineering principe werd dus niet helemaal doorgevoerd. De motoren waren zelfs compleet verschillend. De AJS/Matchles had een bijna vierkante motor (boring x slag 72 x 72.8 mm), terwijl de Norton nog een echte lange slag motor (68 x 82 mm) had.

### Bert Hopwood
Bert Hopwood kwam in 1955 opnieuw in dienst van Norton, en daarmee van AMC. In 1957 werd hij directeur van AMC. Hij was voor de Britse motorindustrie enorm belangrijk, en dat werkte feitelijk in het nadeel van AMC. Hij had namelijk niet alleen de Norton Dominator motor ontwikkeld, maar ook die van de concurrentie: de Triumph Speed Twins had hij samen met Edward Turner ontworpen, de BSA A 10 was ook van zijn hand.

### Overname van Indian
De Indian Sales Co. werd in 1959 overgenomen door AMC. Waarschijnlijk maakte een logo meer of minder niet veel uit, en dacht men met de naam "Indian" wat makkelijker toegang te krijgen tot de Amerikaanse markt. De Indian Sales Co., voor 80% eigenaar van het merk Indian, werd in 1962 min of meer buitenspel gezet. Het was immers nog uitsluitend importeur van Britse motorfietsen met een Indian-logo, en Associated Motor Cycles hád al een importeur: De Berliner Motor Corporation, die vanaf dat jaar de import en verkoop overnam. Indian Sales Co. was nog slechts een naam, die in 1966 over ging naar Norton-Matchless Ltd, inmiddels een dochteronderneming van Norton-Villiers. Mogelijk werd de naam, van geen enkel belang voor Norton-Villiers, verkocht aan Floyd Clymer. In elk geval registreerde Clymer het merk "Indian" in 1963 alleen in Californië en Colorado. Hij gebruikte de naam om zeer lichte motorfietsjes te verkopen, Italjets met een Indian-logo op de tank.

## Jaren zestig
Bert Hopwood ging in 1960 weer terug naar zijn vorige werkgever Triumph. In 1960 boekte AMC een winst van £ 200.000. De BSA groep verdiende £ 3.500,000. In 1961 leed AMC een verlies van £ 350.000. In 1962 sloot de Norton fabriek in Birmingham. Het was duidelijk dat het met AMC niet goed ging. In het begin van de jaren zestig kon AMC nog enigszins teren op de door Hopwood ontworpen 745cc Norton Atlas, maar Triumph was onbetwist marktleider met de Unit construction modellen, vooral de 650cc T120 Bonneville. Ook de BSA A10 modellen waren redelijk populair. Zowel de Norton, Triumph als de BSA modellen waren duurder (en geavanceerder) dan de modellen van Matchless en AJS. AMC besloot zich te concentreren op de merken Norton, Matchless en AJS, en nog meer badge-engineering toe te passen. Een aantal motorfietsen werden uit restpartijen van onderdelen samengesteld, waardoor ze met drie verschillende merknamen verkocht werden. In de Verenigde Staten kregen de dealers merkemblemen die ze op willekeurige modellen konden plakken. Als er een "Matchless" verkocht werd aan een klant die liever een "Norton" had, werd dat op die manier opgelost. De laatste Matchless motorfiets, de G15 uit 1963, ontstond toen de Amerikaanse importeur Berliner Motor Corporation een proefmodel naar Engeland stuurde met een 745 cc Norton motor en een Matchless G80CS frame, met het verzoek een aantal van deze machines te produceren voor de deelname aan de langeafstands-endurowedstrijden. Deze machine werd tot 1969 geproduceerd maar kwam pas in 1968 op de Britse markt. De G15 werd door de badge-engineering ook AJS Model 33 en Norton N15CS.

### Overname door Manganese Bronze Holdings
In augustus 1966 opende het bedrijf na de vakantie met het bericht dat onderhandelingen met Amerikaanse potentiële geldschieters waren mislukt. Men vroeg de grootste crediteur, Barclays, een curator te benoemen. Die moest onderzoeken of het bedrijf voortgezet kon worden, temeer daar de orderportefeuille voor het merk Norton in de Verenigde Staten goed gevuld was. AMC werd verkocht aan Dennis Poore van Manganese Bronze Holdings, die weliswaar motorenthousiasteling was (hij was voormalig Brits Heuvelklim-kampioen en GP-coureur), hij was ook een pragmaticus die een grote reorganisatie begon. Het betekende het einde van de Britse eencilinders, Poore richtte zich in zijn nieuwe bedrijf Norton-Villiers op tweecilinders.

## Lijst van vergelijkbare AMC-motorfietsen
| Periode   | Matchless | AJS          | Categorie |
| --------- | --------- | ------------ | --------- |
| 1958-1966 | G2        | Model 14     | Toer      |
| 1958-1966 | G2 CS     | Model 14 CS  | Cross     |
| 1962-1966 | G2 CSR    | Model 14 CSR | Sport     |

| Periode   | Matchless | AJS         | Categorie |
| --------- | --------- | ----------- | --------- |
| 1945-1949 | G3/L      | Model 16M   | Toer      |
| 1949-1966 | G3/LS     | Model 16MS  | Toer      |
| 1949-1966 | G3/LC     | Model 16MC  | Trial     |
| 1954-1966 | G3/LCS    | Model 16MCS | Cross     |
| 1956-1958 | G3/LCT    | Model 16C   | Trial     |

| Periode   | Matchless | AJS        | Norton   | Categorie |
| --------- | --------- | ---------- | -------- | --------- |
| 1937      | G80C      | Model 37/8 |          | Terrein   |
| 1938      | G80C      | Model 38/8 |          | Terrein   |
| 1939      | G80C      | Model 39/8 |          | Terrein   |
| 1945-1950 | G80 L     | Model 18   |          | Toer      |
| 1947-1950 | G80 LC    | Model 18C  |          | Terrein   |
| 1949-1966 | G80 S     | Model 18S  | ES2 Mk 2 | Toer      |
| 1950-1966 | G80 CS    | Model 18CS |          | Cross     |

| Periode   | Matchless | AJS      | Categorie |
| --------- | --------- | -------- | --------- |
| 1948-1958 | G9        | Model 20 | Toer      |

| Periode   | Matchless | AJS         | Categorie |
| --------- | --------- | ----------- | --------- |
| 1956-1959 | G11       | Model 30    | Toer      |
| 1958      | G11 CS    | Model 30 CS | Scrambler |

| Periode   | Matchless   | AJS              | Categorie |
| --------- | ----------- | ---------------- | --------- |
| 1958-1966 | G12         | Model 31         | Toer      |
| 1958-1966 | G12 CS      | Model 31 CS      | Scrambler |
| 1958-1966 | G12 CSR     | Model 31 CSR     | Sport     |
| 1959      | G12 De Luxe | Model 31 De Luxe | Toer      |

| Periode   | Matchless | AJS          | Norton | Categorie |
| --------- | --------- | ------------ | ------ | --------- |
| 1965-1966 | G15 Mk II | Model 33     | Geen   | Toer      |
| 1965-1966 | G15 CS    | Geen         | N15 CS | Scrambler |
| 1965-1966 | G15 CSR   | Model 33 CSR | Geen   | Sport     |

| Periode | Matchless   | AJS        | Categorie             |
| ------- | ----------- | ---------- | --------------------- |
| 1937    | Model 37/X4 | Model 37/2 | Toer / zijspantrekker |
| 1938    | Model 38/X4 | Model 38/2 | Toer / zijspantrekker |
| 1939    | Model 39/X4 | Model 39/2 | Toer / zijspantrekker |